# Confluenza
In geografia, la confluenza è l'incontro di due o più corsi d'acqua. Si riferisce spesso a un affluente il quale si immette in un fiume maggiore. Il termine confluenza può anche riferirsi all'incontro di due lingue di un ghiacciaio.

## Descrizione

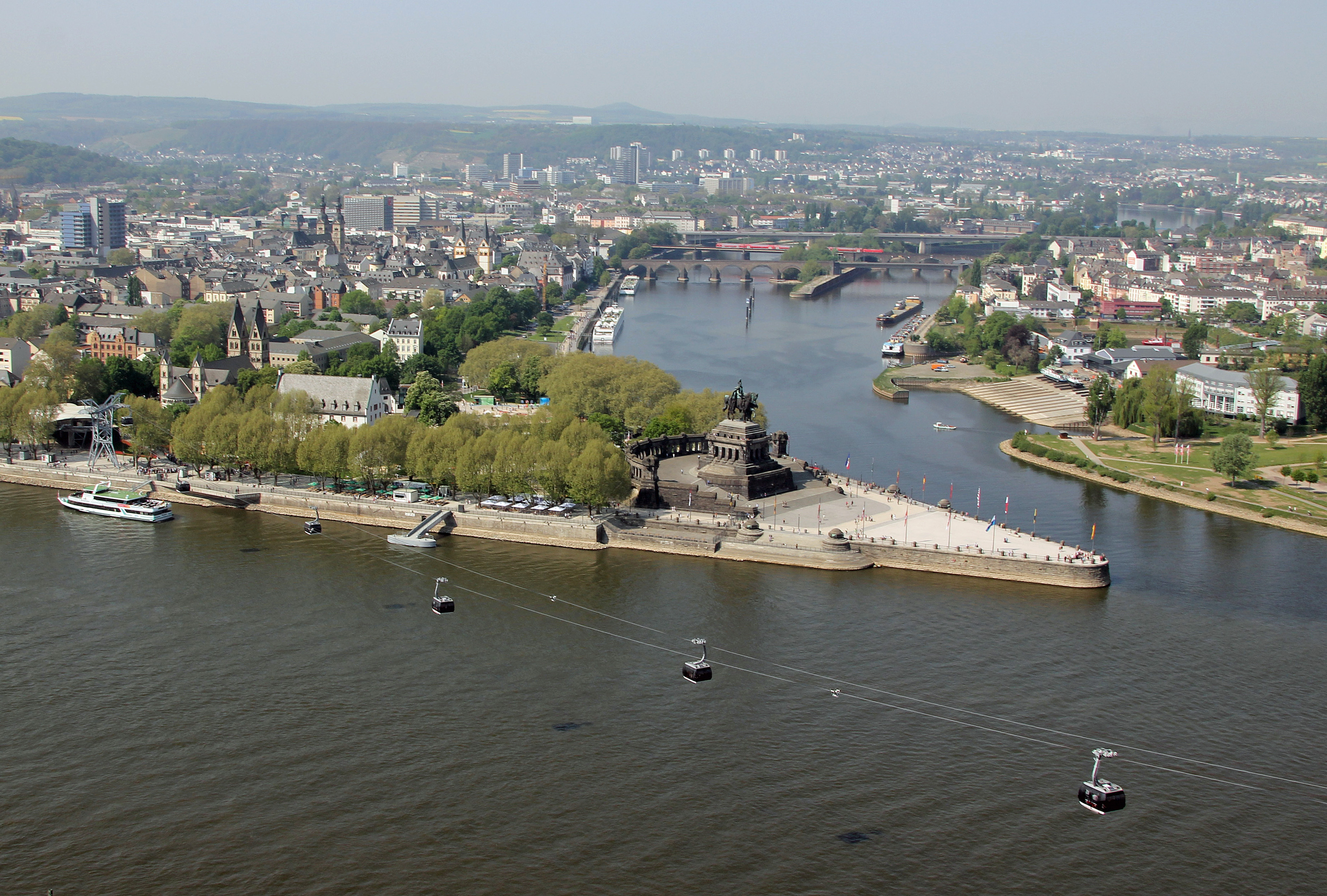
Il fiume Mosella e il Reno si incontrano a Coblenza.

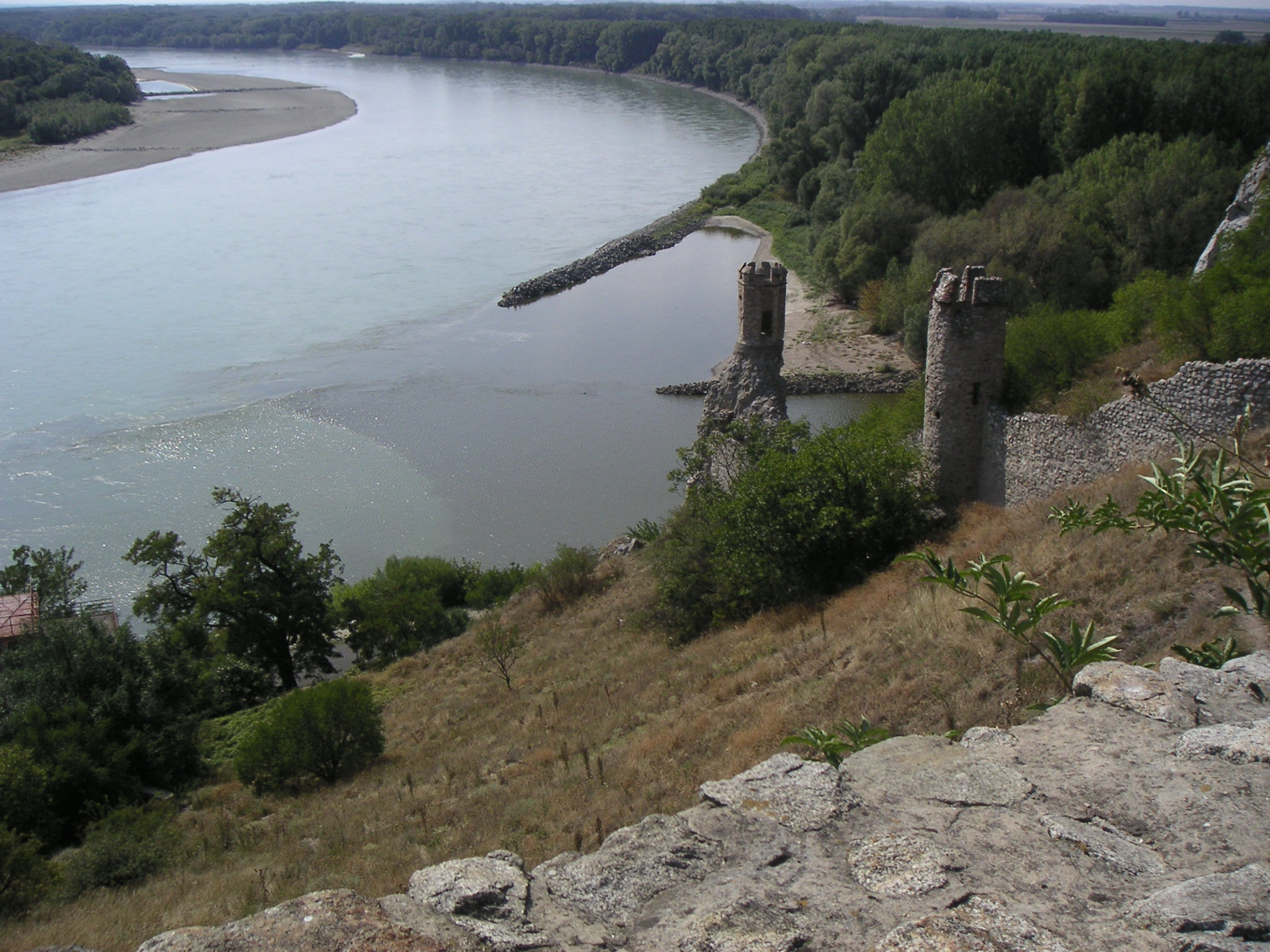
Confluenza tra il Danubio (acque più chiare) e la Morava (acque più scure) a Devín, sul confine tra Austria e Slovacchia.

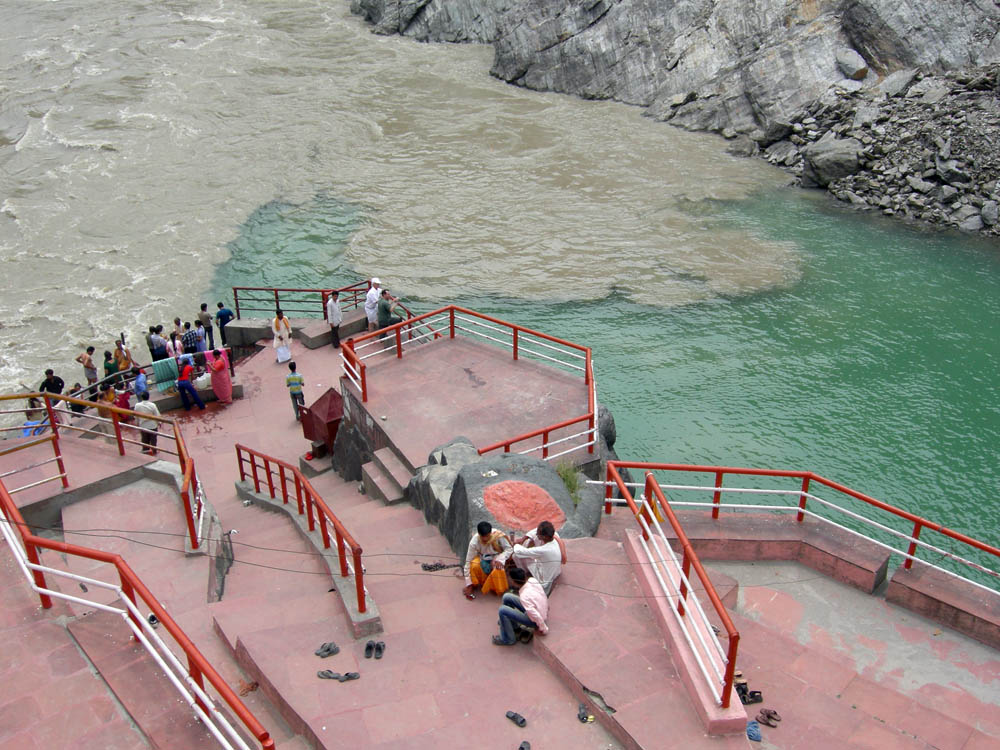
Confluenza dei fiumi Bhagirathi e Alaknanda (Dev Prayag, India).

In generale il corso d'acqua che si origina da una confluenza mantiene lo stesso nome del corso d'acqua che a monte della confluenza stessa aveva una maggiore portata. Esistono però varie eccezioni, ad esempio quando il corso d'acqua che scorre a valle della confluenza prende un nome del tutto nuovo, come nel caso del Rio delle Amazzoni, che nasce dall'unione tra il fiume Ucayali e il Marañón. In altri casi invece il corso d'acqua con una minore portata dà il nome al tratto a valle della confluenza, 
come ad esempio nel caso della Senna la quale, applicando la regola della maggiore portata, dovrebbe prendere il nome di Yonne nel tratto che segue la confluenza con quest'ultimo.
La confluenza tra due fiumi ha spesso creato le condizioni favorevoli per la costruzione di città facilmente difendibili dai nemici e, nel caso di fiumi navigabili, favorite a livello economico e commerciale dalle possibilità offerte dalla navigazione fluviale. Tra i vari esempi di città che hanno sfruttato questo tipo di collocazione geografica possono essere citati Lione (confluenza tra Rodano e Saona), Coblenza (Reno/Mosella), Wuhan (Han/Fiume Azzurro) o Belgrado (Danubio/Sava).
A volte per tratti più o meno lunghi a valle di una confluenza risulta possibile distinguere le acque dei due fiumi che si sono uniti per la loro differente colorazione, in genere dovuta alla quantità e alle caratteristiche dei sedimenti in sospensione. Ovviamente i due contributi idrici diventeranno indistinguibili miscelandosi tra loro con lo scorrere verso valle del corso d'acqua risultante dalla confluenza.

## Alcuni esempi di confluenza
Per quanto riguarda l'Europa, tra le confluenze più spettacolari si ricordano quella tra la Mosella ed il Reno (vedi foto) o alcune che avvengono lungo il percorso del Danubio quali ad esempio:
- la confluenza tra il Danubio e l'Inn presso Passavia, in Germania;
- quella tra il Danubio e la Drava a Osijek, in Croazia;
- quella con la Sava a Belgrado, in Serbia.

In Italia, i due fiumi dalla massima portata (il Po ed il Ticino) confluiscono presso Travacò Siccomario, in provincia di Pavia, nel punto in cui sono attraversati dal Ponte della Becca.
Particolarmente spettacolare in India è la confluenza tra la Bhagirathi e l'Alaknanda, che dà origine al Gange.